# Kopsia
Kopsia ist eine Pflanzengattung innerhalb der Familie der Hundsgiftgewächse (Apocynaceae). Die mehr als 20 Arten sind in Südostasien und im westlichen Ozeanien verbreitet.

## Beschreibung

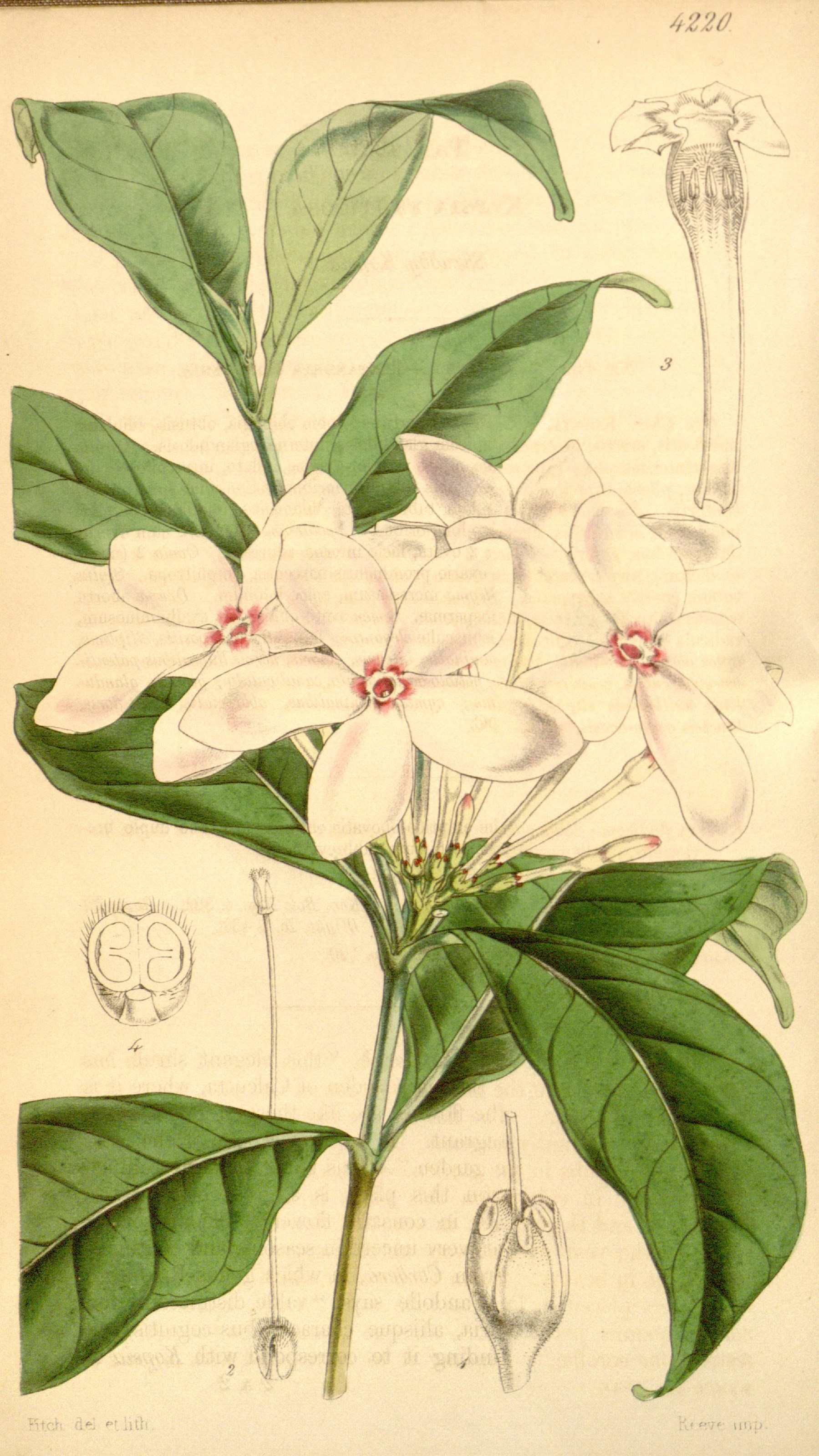
Illustration aus Curtis's Botanical Magazine, Tafel 4220 von Kopsia fruticosa

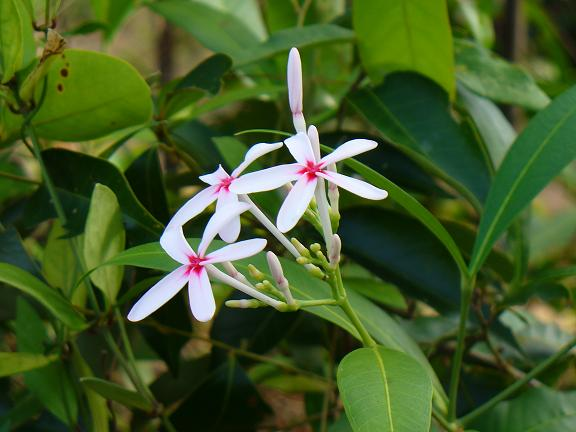
Blüten mit rotem Saftmal von Kopsia fruticosa

### Vegetative Merkmale
Die Kopsia-Arten sind durchwegs immergrüne Sträucher und kleine Bäume. Die größte Pflanzenhöhe wird mit 14 Metern für Kopsia arborea angegeben. Brettwurzeln kommen nicht vor. Junge Zweige sind meist etwas kantig, ältere stielrund, kantig oder geflügelt. Dornen fehlen. Die Rinde der Zweige ist meist kahl, seltener flaumig behaart. Lentizellen kommen vor oder fehlen. Kopsia-Arten enthalten einen weißen Milchsaft.
Die Blätter sind gegenständig, wobei sie paarweise ungefähr gleich groß sind. Sie sind meist bis zu 17 Millimeter lang gestielt, können bei einigen Arten aber auch ungestielt sein. Die Basen der jüngeren Blätter bzw. der Blattstiele umschließen meist die Endknospe, die der älteren die Sprossachse und bilden dabei zwischen den Blattstielen eine Kante. In den Blattachseln kommen kleine drüsige Emergenzen (Kolleteren) vor. Die einfache und ungeteilte, ganzrandige Blattspreite ist meist schwach ledrig bis ledrig, seltener krautig. Die Blattspreiten sind einer Länge von bis zu 32 Zentimetern sowie einer Breite von bis zu 12 Zentimetern breit-elliptisch bis länglich oder lanzettlich mit keilförmiger bis stumpfer oder gerundeter Spreitenbasis und geschweiftem oder kurz bis lang zugespitztem oberen Ende. Die Blattspreite ist bei den meisten Arten beiderseits kahl, bei einigen auf der Mittelrippe und den Seitennerven kurz flaumig behaart. Sie besitzt eine Fiedernervatur mit – je nach Art – 7 bis 46 Paaren von Seitennerven erster Ordnung, die sich an ihrem Ende oft zu einem den Spreitenrand begleitenden Nerv verbinden. Die Seitennerven erster Ordnung sind bei den meisten Arten gut unterscheidbar.

### Blütenstände und Blüten
Auf meist nur wenige Zentimeter langen Blütenstandsschäften oder auch sitzend an den Enden der Zweige die Blütenstände, sehr selten befinden sich einige Blüten einzeln in den Blattachseln. Die Blütenstände sind an ihrer Basis dichasial, seltener trichasial verzweigt. Je nach Art können die Teilblütenstände dichasial oder monochasial (wickelig) aufgebaut. Die kurz gestielten, nur selten ungestielten Blüten sind dicht oder locker in den Blütenständen angeordnet. Die Blütenstände sind kahl bis dicht flaumig behaart. Die Deckblätter und Vorblätter sind klein und bleiben lange erhalten.
Die duftenden, zwittrigen Blüten sind radiärsymmetrisch und fünfzählig mit doppelter Blütenhülle. Die fünf Kelchblätter sind nur an ihrer Basis, bei den meisten Arten nur auf einer Länge von 1,5 bis 3 Millimetern verwachsen. Die fünf aufrechten Kelchzipfel sind meist eiförmigen mit meist stumpfem oder gerundetem oberen Ende; sie tragen außen unter der Spitze eine Drüse. Bei einzelnen Arten, wie etwa Kopsia arborea, können die Kelchblätter auch bei einer Länge von bis 6,3 Millimetern länglich mit spitzem oberen Ende sein. In den Achseln der Kelchzipfel gibt es keine Kolleteren. Die fünf Kronblätter sind zu einer stieltellerförmigen Blütenkrone verwachsen, mit enger Kronröhre und waagrecht abstehenden freien Kronzipfeln. Die Kronzipfel sind in der Knospenlage nach rechts überlappend eingedreht. Die Kronzipfel sind elliptisch, verkehrt-eiförmig, länglich bis linealisch mit gerundetem bis spitzem oberen Ende. Schlundschuppen oder eine Nebenkrone fehlen. Die Krone ist außen meist kahl, seltener weist sie auf den Kronzipfeln und außen am oberen Ende der Kronröhre einige Haare auf. Am Schlund ist die Krone in der Regel dichter flaumig behaart, manchmal aber auch kahl. Die Dimensionen der Blüte reichen von der kleinblütigen Kopsia larutensis mit 7 bis 10,5 Millimeter langen Kronröhren und 5 bis 10 Millimeter langen und 1 bis 1,5 Millimeter breiten Zipfeln bis zu großblütigen Arten wie Kopsia flavida, die 26 bis 38 (bis 49) Millimeter lange Röhren und 16 bis 31 Millimeter lange und 6 bis 12,5 Millimeter breite Zipfel besitzt. Die Färbung der Krone ist artspezifisch, mit weißer oder rosafarbener Grundfarbe und bei einigen Arten mit einem auffällig gefärbten, gelben oder roten Zentrum als Saftmal. Die fünf Staubblätter sind in der Kronröhre verborgen und besitzen dünne, kurze, gerade Staubfäden. Sie sind bei den meisten Arten knapp unter dem oberen Ende in die Kronröhre eingefügt, bei einigen Arten aber auch etwa in der Mitte der Kronröhre und nur selten gegen die Basis der Kronröhre zu. Die Kronröhre ist an der Stelle, wo die Staubblätter eingefügt sind, etwas erweitert und an der Innenseite in diesem Bereich flaumig behaart. Die aus zwei Theken bestehenden Staubbeutel sind dorsifix, also an ihrem Rücken dem Staubfaden angeheftet. Sie sind eiförmig bis lanzettlich, besitzen einen abgerundeten oder herzförmigen Grund und sind vorne spitz. Die Staubbeutel sind entlang ihrer ganzen Länge fruchtbar und öffnen sich mit Schlitzen der Länge nach. Sie sind nicht mit dem Griffelkopf verbunden. Das oberständige Gynoeceum besteht aus zwei kahlen oder flaumhaarigen Fruchtblättern, die nur an der Spitze zu einem gemeinsamen Griffel verwachsen sind. Der kahle, fadenförmige Griffel reicht meist nicht bis zu den Staubblättern hinauf und endet in einem kurzen, zylindrischen, bespitzten Griffelkopf, der an der Basis einen breiteren Kragen aufweist. Die empfängnisbereite Narbenfläche befindet sich an den Seiten des Griffelkopfes. Jedes Fruchtblatt enthält zwei Samenanlagen, von denen sich aber in der Regel nur eine entwickelt. Am Blütenboden sitzt ein Diskus, der aus zwei mit den Fruchtblättern alternierenden, meist länglichen bis pfriemlichen Lappen besteht. Dieser Diskus ist bei Kopsia griffithii behaart, bei allen anderen Arten kahl.

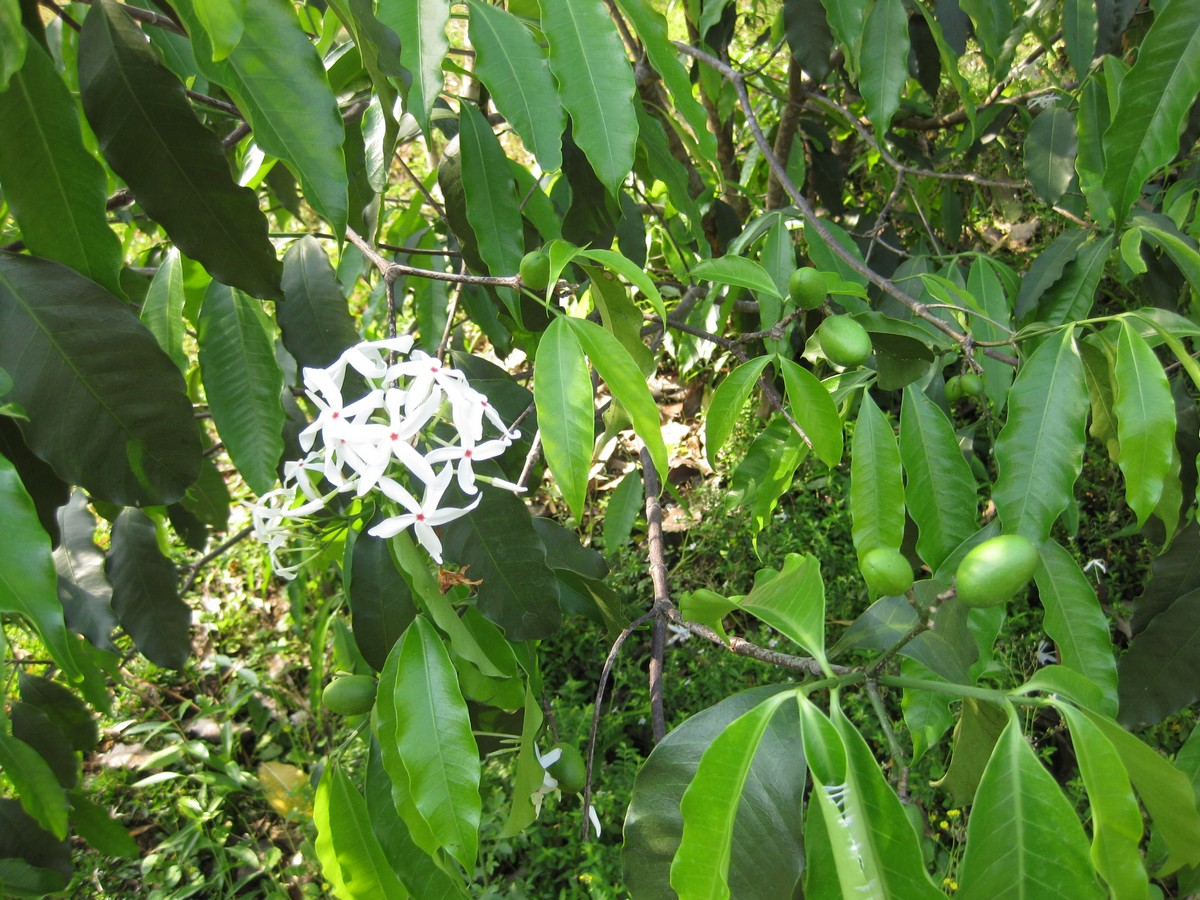
Blüten und Früchte von Kopsia arborea

### Früchte und Samen
Die Früchte, die sich jeweils aus einem einzelnen Fruchtblatt entwickeln, stehen meist paarweise. Manchmal bleibt aber auch eine der beiden unentwickelt, besonders häufig bei Kopsia arborea. Es handelt sich um ellipsoidale oder gekrümmte, meist mehr oder weniger abgeflachte Steinfrüchte, die bei den meisten Arten bis etwa 2 Zentimeter lang sind, beispielsweise bei Kopsia arborea aber auch mehr als 4 Zentimeter lang sein können. Soweit bei den einzelnen Arten die Früchte bekannt sind, besitzen sie in der Regel an der ventralen, als gegen das Blütenzentrum hin gerichteten Seite einen Sporn oder zumindest einen scharfen Vorsprung. Dieser fehlt nur bei Kopsia arborea und ist andererseits bei Kopsia flavida mit 13 mm besonders lang. Die Farbe der Früchte ist bei den meisten Arten unbekannt, bei Kopsia arborea ist sie blau-schwarz, für Kopsia hainanensis wird sie als rot oder orange angegeben. Der Steinkern ist dünnwandig. Die eiförmigen, abgeflachten Samen sind gekrümmt, an einem Ende breiter und am anderen zugespitzt. Das Endosperm ist sehr dünn oder fehlt.

### Inhaltsstoffe
Die Kopsia-Arten sind reich an Alkaloiden. Die Alkaloide gehören zum Aspidosperman-Typ, Untertypen Aspidofractinin und Eburnan. Sie sind im weiteren Sinn Indolalkaloide.

### Chromosomen

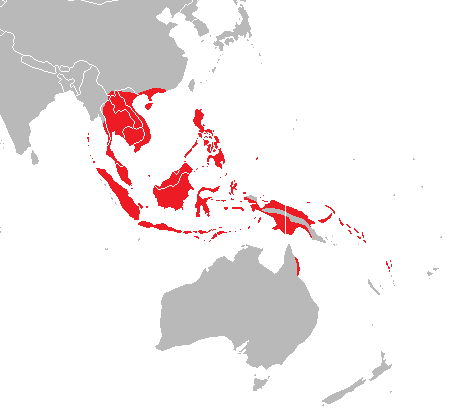
Natürliche Verbreitung der Gattung Kopsia

Von zwei Kopsia-Arten sind bisher die Chromosomenzahlen bekannt. Kopsia fruticosa hat einen diploiden Chromosomensatz mit 2n = 36, Kopsia arborea einen diploiden Chromosomensatz mit 2n = 72. Als haploide Grundzahl der Gattung ergibt sich somit x = 18.

## Verbreitung
Die Gattung besiedelt den größten Teil Südostasiens und Melanesiens sowie den Nordosten Australiens. Die West- und Nordgrenze des Verbreitungsgebiets verläuft von den Nikobaren und Andamanen über den Südosten von Myanmar und den Norden Thailands in den tropischen Süden Chinas, nach Nordosten etwa bis Hongkong, und wird fast überall von Kopsia arborea gebildet, die aber auch auf den Philippinen, in Malaysia und Indonesien weit verbreitet ist und im Osten noch im tropischen Küstenstreifen des australischen Bundesstaats Queensland vorkommt. Die östliche Arealgrenze der Gattung wird von Kopsia flavida gebildet, deren Verbreitungsgebiet sich von den Philippinen und dem westlichen Mikronesien (z. B. Babeldaob) über Neuguinea und den Bismarck-Archipel bis zu den Salomonen und Vanuatu erstreckt. Die im Südosten von Myanmar heimische Kopsia fruticosa wird als Zier- und Heilpflanze kultiviert und kann gelegentlich auch außerhalb des ursprünglichen Verbreitungsgebiets der Gattung verwildern.
Die meisten Arten besitzen nur ein kleines Verbreitungsgebiet mit wenigen 100 km Durchmesser. Neben den kleinräumig bis regional verbreiteten Arten gibt es nur drei weit verbreitete Arten mit Arealdurchmessern von mehr als 800 km, nämlich Kopsia arborea, Kopsia flavida, und Kopsia pauciflora.
Das Gebiet mit der größten Artendichte ist der zu Malaysia gehörende Südteil der Malaiischen Halbinsel, wo elf Arten heimisch sind, fünf davon endemisch, zwei weitere sonst nur in Singapur und eine weitere außerdem nur auf den Anambas-Inseln. Weitere Häufungsgebiete von kleinräumig verbreiteten Arten sind der Norden von Borneo, wo drei Arten in Sarawak und eine Art in Sabah endemisch sind, sowie Vietnam mit drei endemischen Arten.

## Lebensraum
Die ökologischen Ansprüche der Kopsia-Arten sind nur in groben Zügen bekannt, von mehreren Arten sind die Lebensraumansprüche überhaupt unbekannt. Die Arten kommen meist im Unterwuchs und der unteren Baumschicht unterschiedlicher tropischer Wälder vor, sowohl in immergrünen Tropischen Regenwäldern als auch in relativ trockenen, regengrünen Monsunwäldern. Für einzelne Arten, etwa Kopsia singapurensis, sind auch Vorkommen in Sumpfwäldern und an Flussufern bekannt. Vorkommen an Waldrändern und in Sekundärwäldern werden bei mehreren Arten ebenfalls genannt. Die meisten Vorkommen liegen in tiefen Lagen bis auf etwa 300 m, mehrere Arten kommen bis auf etwa 900 m vor. Für zwei Arten, Kopsia arborea und Kopsia pauciflora, ist eine breite Spanne der Vorkommen von Meeresniveau bis auf etwa 1500 m bekannt.

## Blüten- und Fruchtbiologie
Die Blüten sind während des Tages offen. Das Aussehen der Blüten deutet auf eine Bestäubung durch Tagfalter (Psychophilie) hin. So wie bei anderen Pflanzen mit Steinfrüchten werden auch bei Kopsia die Samen wahrscheinlich von Vögeln oder Säugetieren ausgebreitet.

## Systematik

### Taxonomie
Die Gattung Kopsia wurde 1823 durch Carl Ludwig Blume in Catalogus van eenige der merkwaardigste zoo in- als uitheemse gewassen, te vinden in 's Lands Plantentuin te Buitenzorg. Batavia, S. 12 aufgestellt. Der Gattungsname Kopsia ehrt den niederländischen Geistlichen und Botaniker Jan Kops (1765–1849). Die damals einzige Art war Kopsia arborea; sie ist damit der Holotypus der Gattung. Calpicarpum G.Don und Kentrochrosia K.Schum. & Lauterb. sind Synonyme für Kopsia Blume nom. cons.
Ein älteres Homonym ist Kopsia Dumort., ein Name, der aus dem Jahr 1822 stammt und sich mit der Typusart Kopsia ramosa (= Orobanche ramosa) auf einen Teil der Sommerwurzen (Orobanche) bezieht. Damit die Prioritätsregel nicht zur Anwendung kommt, musste der Name Kopsia Blume daher als Nomen conservandum geschützt werden.

### Äußere Systematik
Die Gattung Kopsia gehört zur Unterfamilie Rauvolfioideae innerhalb der Familie der Hundsgiftgewächse (Apocynaceae) gestellt. Zusammen mit Gattungen wie Immergrün (Vinca) und Zimmerimmergrün (Catharanthus) zählt Kopsia zur Tribus Vinceae. Nachdem sich diese Tribus in ihrer früheren Fassung durch eine molekularbiologische Studie als nicht-monophyletisch herausgestellt hat, sind seither die Vinceae neu umgrenzt worden, indem die Gattung Amsonia ausgeschlossen und die Gattungen Kamettia, Laxoplumeria und Tonduzia eingegliedert wurden. Diese Neufassung stützte sich auf eine Untersuchung auf der Grundlage von fünf Sequenzen aus dem Chloroplasten-Genom. In dieser Arbeit hat sich Kopsia als Schwestertaxon aller übrigen Vinceae dargestellt, wobei sich diese Position nicht aus allen verwendeten Methoden ergab. Ein mögliches Schwestergruppenverhältnis zur Tribus Tabernaemontaneae wies aber eine deutlich schlechtere statistische Absicherung auf als die Zugehörigkeit zu den Vinceae. Das wird auch durch morphologische Merkmale gestützt. Das nachfolgende Kladogramm zeigt die wahrscheinlichen Verwandtschaftsverhältnisse:
|  | Willughbeieae     |
|  |                   |
|  | Tabernaemontaneae |
|  |                   |

|  | Vinca                        |
|  |                              |
|  | Ochrosia (inkl. Neisosperma) |
|  |                              |

|  | \| \| Catharanthus \| \| \| \| \| \| Kamettia \| \| \| \| |
|  |                                                           |
|  | Rauvolfia                                                 |
|  |                                                           |
|  | Catharanthus                                              |
|  |                                                           |
|  | Kamettia                                                  |
|  |                                                           |

|  | Catharanthus |
|  |              |
|  | Kamettia     |
|  |              |

|  | Vinca                        |
|  |                              |
|  | Ochrosia (inkl. Neisosperma) |
|  |                              |

|  | \| \| Catharanthus \| \| \| \| \| \| Kamettia \| \| \| \| |
|  |                                                           |
|  | Rauvolfia                                                 |
|  |                                                           |
|  | Catharanthus                                              |
|  |                                                           |
|  | Kamettia                                                  |
|  |                                                           |

|  | Catharanthus |
|  |              |
|  | Kamettia     |
|  |              |

|  | Vinca                        |
|  |                              |
|  | Ochrosia (inkl. Neisosperma) |
|  |                              |

|  | \| \| Catharanthus \| \| \| \| \| \| Kamettia \| \| \| \| |
|  |                                                           |
|  | Rauvolfia                                                 |
|  |                                                           |
|  | Catharanthus                                              |
|  |                                                           |
|  | Kamettia                                                  |
|  |                                                           |

|  | Catharanthus |
|  |              |
|  | Kamettia     |
|  |              |

|  | Vinca                        |
|  |                              |
|  | Ochrosia (inkl. Neisosperma) |
|  |                              |

|  | \| \| Catharanthus \| \| \| \| \| \| Kamettia \| \| \| \| |
|  |                                                           |
|  | Rauvolfia                                                 |
|  |                                                           |
|  | Catharanthus                                              |
|  |                                                           |
|  | Kamettia                                                  |
|  |                                                           |

|  | Catharanthus |
|  |              |
|  | Kamettia     |
|  |              |

|  | Willughbeieae     |
|  |                   |
|  | Tabernaemontaneae |
|  |                   |

|  | Vinca                        |
|  |                              |
|  | Ochrosia (inkl. Neisosperma) |
|  |                              |

|  | \| \| Catharanthus \| \| \| \| \| \| Kamettia \| \| \| \| |
|  |                                                           |
|  | Rauvolfia                                                 |
|  |                                                           |
|  | Catharanthus                                              |
|  |                                                           |
|  | Kamettia                                                  |
|  |                                                           |

|  | Catharanthus |
|  |              |
|  | Kamettia     |
|  |              |

|  | Vinca                        |
|  |                              |
|  | Ochrosia (inkl. Neisosperma) |
|  |                              |

|  | \| \| Catharanthus \| \| \| \| \| \| Kamettia \| \| \| \| |
|  |                                                           |
|  | Rauvolfia                                                 |
|  |                                                           |
|  | Catharanthus                                              |
|  |                                                           |
|  | Kamettia                                                  |
|  |                                                           |

|  | Catharanthus |
|  |              |
|  | Kamettia     |
|  |              |

|  | Vinca                        |
|  |                              |
|  | Ochrosia (inkl. Neisosperma) |
|  |                              |

|  | \| \| Catharanthus \| \| \| \| \| \| Kamettia \| \| \| \| |
|  |                                                           |
|  | Rauvolfia                                                 |
|  |                                                           |
|  | Catharanthus                                              |
|  |                                                           |
|  | Kamettia                                                  |
|  |                                                           |

|  | Catharanthus |
|  |              |
|  | Kamettia     |
|  |              |

|  | Vinca                        |
|  |                              |
|  | Ochrosia (inkl. Neisosperma) |
|  |                              |

|  | \| \| Catharanthus \| \| \| \| \| \| Kamettia \| \| \| \| |
|  |                                                           |
|  | Rauvolfia                                                 |
|  |                                                           |
|  | Catharanthus                                              |
|  |                                                           |
|  | Kamettia                                                  |
|  |                                                           |

|  | Catharanthus |
|  |              |
|  | Kamettia     |
|  |              |

Mehrere Arten, die ursprünglich unter Kopsia oder seinem Synonym Calpicarpum beschrieben worden waren, werden zu Ochrosia gestellt. Kopsia cochinchinensis Kuntze ist ein Synonym von Tabernaemontana divaricata, Kopsia pilosa A.DC. von Carruthersia pilosa und Kopsia majumdarii M.Gangop. & Chakrab. sogar von Kayea kunstleri (Calophyllaceae).

### Arten und ihre Verbreitung
Die Gattung Kopsia umfasst seit 2005 etwa 24 Arten. In der 2004 erschienenen Revision der Gattung sind 23 akzeptierte Arten behandelt. Eine weitere Art, Kopsia vidalii aus Vietnam, war zu spät erkannt worden, um in diese Arbeit aufgenommen zu werden. Sie wurde kurz darauf in einer eigenen Publikation erstbeschrieben. Da manche Regionen im Verbreitungsgebiet der Gattung, etwa Sumatra und Kalimantan, nicht gleich intensiv untersucht sind wie die Malaiische Halbinsel und daher in wissenschaftlichen Sammlungen weniger gut repräsentiert sind, kann dort mit weiteren kleinräumig verbreiteten Arten gerechnet werden.
| Wissenschaftlicher Name           | Verbreitung                                                       | Anmerkungen  |
| --------------------------------- | ----------------------------------------------------------------- | ------------ |
| Kopsia angustipetala Kerr         | Tal des Mekong in Laos und Thailand, von Vientiane nach Osten     |              |
| Kopsia arborea Blume              | Südostasien, NO-Australien (Queensland)                           |              |
| Kopsia dasyrachis Ridl.           | NO-Borneo (Sabah)                                                 |              |
| Kopsia deverrei L.Allorge         | West-Malaysia (Johor)                                             |              |
| Kopsia flavida Blume              | Philippinen, Mikronesien, Molukken, Neuguinea, Salomonen, Vanuatu |              |
| Kopsia fruticosa (Roxb.) A.DC.    | Süd-Myanmar (Tenasserim), darüber hinaus kultiviert               |              |
| Kopsia grandifolia D.J.Middleton  | West-Malaysia (Johor), Anambas-Inseln                             |              |
| Kopsia griffithii King & Gamble   | West-Malaysia                                                     | 2 Varietäten |
| Kopsia hainanensis Tsiang         | Südchina (Hainan)                                                 |              |
| Kopsia harmandiana Pierre ex Pit. | Vietnam (Annam)                                                   |              |
| Kopsia lapidilecta Sleesen        | Natuna-Inseln (Indonesien)                                        |              |
| Kopsia larutensis King & Gamble   | West-Malaysia (Perak, Kedah)                                      |              |
| Kopsia macrophylla Hook.f.        | West-Malaysia, Singapur                                           |              |
| Kopsia pauciflora Hook.f.         | Malaiische Halbinsel, Sumatra, Borneo, Java                       | 2 Varietäten |
| Kopsia profunda Markgr.           | West-Malaysia                                                     |              |
| Kopsia rajangensis D.J.Middleton  | Borneo (Zentral-Sarawak)                                          |              |
| Kopsia rosea D.J.Middleton        | Malaiische Halbinsel                                              |              |
| Kopsia singapurensis Ridl.        | West-Malaysia, Singapur                                           |              |
| Kopsia sleeseniana Markgr.        | Borneo (Zentral-Sarawak)                                          |              |
| Kopsia sumatrana D.J.Middleton    | Zentral-Sumatra                                                   |              |
| Kopsia tenuis Leenh. & Steenis    | NW-Borneo (West-Sarawak)                                          |              |
| Kopsia teoi L.Allorge             | West-Malaysia (Johor, Pahang)                                     |              |
| Kopsia tonkinenis Pit.            | Vietnam (Tonkin)                                                  |              |
| Kopsia vidalii D.J.Middleton      | Vietnam (Annam)                                                   |              |

## Nutzung
Einige Arten werden für medizinische Zwecke genutzt. Kopsia pauciflora besitzt abführende Wirkung. In Malaysia werden mehrere Arten für Umschläge bei Syphilis-Geschwüren verwendet. In der Traditionellen Chinesischen Medizin wird Kopsia arborea (syn. Kopsia officinalis) gegen rheumatische Arthritis und gegen Gicht eingesetzt. Auf Vanuatu wird Kopsia flavida als Kontrazeptivum verwendet. Weitere für Kopsia arborea überlieferte volksmedizinische Verwendungen sind die Anwendung eines Absuds der Rinde für Einläufe und der Gebrauch der Blätter und Früchte gegen Halsschmerzen und Mandelentzündungen.
Als Zierpflanze wird vor allem Kopsia fruticosa verwendet.

## Gefährdung
Einige Kopsia-Arten sind in der Roten Liste gefährdeter Arten der IUCN aufgelistet. Demnach sind die beiden im Norden von Borneo vorkommenden Arten Kopsia sleeseniana und Kopsia tenuis aufgrund des kleinen Verbreitungsgebiets als „gefährdet“ (VU) eingestuft. Bei der im Süden der Malaiischen Halbinsel vorkommenden, ebenfalls als „gefährdet“ (VU) bewerteten Kopsia singapurensis wird der zunehmende Siedlungsdruck als wichtigste Bedrohungsursache angeführt. Eine weitere aufgelistete Art, Kopsia lancifolia Markgr. gilt heute als Synonym der weit verbreiteten Kopsia pauciflora.